# Gran Premio motociclistico di Spagna 1963
Il Gran Premio motociclistico di Spagna fu il primo appuntamento del motomondiale 1963.
Si svolse il 5 maggio 1963 presso il circuito del Montjuïc. Erano in programma le classi 50 125, 250 e sidecar.
Il programma comprendeva anche una gara della categoria Formula Junior 250 vinta dallo spagnolo Ricardo Fargas (Ducati-Mototrans).
Prima gara iridata quella della 50, nella quale Hans-Georg Anscheidt ebbe ragione di Hugh Anderson solo all'ultimo giro.
In 125 la lotta si restrinse alle Honda di Luigi Taveri e Jim Redman, con lo svizzero che vinse in volata sul compagno di Marca.
La 250 vide il ritorno alla vittoria di Tarquinio Provini e della Moto Morini, i quali batterono tutti i record precedenti.
Chiuse il programma la gara dei sidecar, dominata da Max Deubel.

## Classe 250
10 piloti alla partenza.

### Arrivati al traguardo
| Pos | Pilota              | Moto        | Tempo         | Punti |
| --- | ------------------- | ----------- | ------------- | ----- |
| 1   | Tarquinio Provini   | Moto Morini | 1h 04' 07" 04 | 8     |
| 2   | Jim Redman          | Honda       | +20" 38       | 6     |
| 3   | Tommy Robb          | Honda       | +1' 01" 18    | 4     |
| 4   | Kunimitsu Takahashi | Honda       | +1' 36" 18    | 3     |
| 5   | Luigi Taveri        | Honda       | +1 giro       | 2     |
| 6   | Gilberto Milani     | Aermacchi   | +1 giro       | 1     |
| 7   | José Maria Busquets | Montesa     | +2 giri       |       |
| 8   | Giuseppe Visenzi    | Aermacchi   | +3 giri       |       |

### Ritirati
| Pilota         | Moto    | Motivo ritiro |
| -------------- | ------- | ------------- |
| Enrique Sirera | Montesa |               |

## Classe 125
25 piloti alla partenza.

### Arrivati al traguardo
| Pos | Pilota                    | Moto     | Tempo      | Punti |
| --- | ------------------------- | -------- | ---------- | ----- |
| 1   | Luigi Taveri              | Honda    | 55' 53" 62 | 8     |
| 2   | Jim Redman                | Honda    | +0" 36     | 6     |
| 3   | Kunimitsu Takahashi       | Honda    | +25" 79    | 4     |
| 4   | Peter Inchley             | EMC      | +53" 95    | 3     |
| 5   | Francisco González Romero | Bultaco  | +54" 27    | 2     |
| 6   | Mike Duff                 | Bultaco  | +1' 21" 40 | 1     |
| 7   | Bert Schneider            | Suzuki   | +1' 41" 42 |       |
| 8   | José Medrano              | Bultaco  | +1 giro    |       |
| 9   | Franco Farné              | Ducati   | +1 giro    |       |
| 10  | Dan Shorey                | Bultaco  | +1 giro    |       |
| 11  | César Gracia              | Lube-NSU | +2 giri    |       |
| 12  | Ramiro Blanco             | Bultaco  | +2 giri    |       |
| 13  | Hans-Georg Anscheidt      | Bultaco  | +5 giri    |       |
| 14  | Juan Antonio Bilbao       | Bultaco  | +8 giri    |       |

### Ritirati
| Pilota        | Moto    | Motivo ritiro |
| ------------- | ------- | ------------- |
| Hugh Anderson | Suzuki  | avaria        |
| Jan Huberts   | Bultaco |               |

## Classe 50
18 piloti alla partenza.

### Arrivati al traguardo
| Pos | Pilota               | Moto     | Tempo      | Punti |
| --- | -------------------- | -------- | ---------- | ----- |
| 1   | Hans-Georg Anscheidt | Kreidler | 31' 23" 02 | 8     |
| 2   | Hugh Anderson        | Suzuki   | +1" 43     | 6     |
| 3   | José Maria Busquets  | Derbi    | +34" 77    | 4     |
| 4   | Isao Morishita       | Suzuki   | +54" 82    | 3     |
| 5   | Alberto Pagani       | Kreidler | +1' 12" 98 | 2     |
| 6   | César Gracia         | Ducson   | +1' 29" 48 | 1     |
| 7   | Franco Farné         | Derbi    | +1' 30" 10 |       |
| 8   | Andrés Magaz         | Derbi    | +1' 30" 33 |       |
| 9   | Juan Antonio Bilbao  | Derbi    | +1 giro    |       |
| 10  | Ramiro Blanco        | Derbi    | +1 giro    |       |
| 11  | "Zippo"              | Derbi    | +3 giri    |       |

### Ritirati
| Pilota        | Moto   | Motivo ritiro |
| ------------- | ------ | ------------- |
| Mitsuo Itoh   | Suzuki | avaria        |
| Michio Ichino | Suzuki | avaria        |
| Ernst Degner  | Suzuki | avaria        |

## Classe sidecar
8 equipaggi alla partenza.

### Arrivati al traguardo
| Pos | Pilota            | Passeggero     | Moto      | Tempo      | Punti |
| --- | ----------------- | -------------- | --------- | ---------- | ----- |
| 1   | Max Deubel        | Emil Hörner    | BMW       | 57' 27" 28 | 8     |
| 2   | Otto Kölle        | Dieter Hess    | BMW       | +16" 97    | 6     |
| 3   | Florian Camathias | Alfred Herzig  | FCS       | +49" 50    | 4     |
| 4   | Alan Birch        | Peter Birch    | BMW       | +2 giri    | 3     |
| 5   | Georg Auerbacher  | Beno Heim      | BMW       | +2 giri    | 2     |
| 6   | Colin Seeley      | Wally Rawlings | Matchless | +2 giri    | 1     |

### Ritirati
| Pilota                | Passeggero    | Moto | Motivo ritiro |
| --------------------- | ------------- | ---- | ------------- |
| Heinz Luthringshauser | n.d.          | BMW  |               |
| Fritz Scheidegger     | John Robinson | BMW  |               |

## Fonti e bibliografia
- El Mundo Deportivo, 5 maggio 1963, pag. 13 e 6 maggio 1963, pag. 11.